# Caïdat d'Ameur
Le caïdat d'Ameur est une circonscription administrative marocaine situé dans le cercle de Salé-Banlieue qui lui-même est situé dans la préfecture de Salé. Son chef-lieu est situé dans la commune éponyme d'Ameur.
Il n'est composé que d'une commune qui celle-ci porte le nom d'Ameur. Aucun recensement démographique ne peut être fait puisque la création du caïdat date de 2008 pareil pour la seule commune qui le compose et que le dernier recensement a été fait en 2004. Cette commune a été créée par démembrement de l'ancienne commune rurale de Sidi Bouknadel qui celle-ci deviendra une municipalité,.